# San Girolamo penitente (Tiziano Escorial)
San Girolamo penitente è un dipinto del pittore veneto Tiziano Vecellio realizzato circa nel 1575 e conservato nel Monastero dell'Escorial a San Lorenzo de El Escorial in Spagna.

## Altri dipinti
Tiziano compose altri dipinti , oltre a questo, su San Girolamo penitente: 
- San Grolamo penitente del 1556-1561 alla Pinacoteca di Brera
- San Girolamo penitente circa 1575 al Museo Thyssen-Bornemisza
- San Girolamo penitente del 1531 al Museo del Louvre.